# Chaetosphaeria curvispora
Chaetosphaeria curvispora är en svampart som beskrevs av Réblová 2004. Chaetosphaeria curvispora ingår i släktet Chaetosphaeria och familjen Chaetosphaeriaceae.   Inga underarter finns listade i Catalogue of Life.